# Notaden nichollsi
A  Notaden nichollsi  a kétéltűek (Amphibia) osztályának békák (Anura) rendjébe, a mocsárjáróbéka-félék (Limnodynastidae) családjába, azon belül a Notaden nembe tartozó faj.

## Előfordulása
Ausztrália endemikus faja. Az ország Nyugat-Ausztrália államának északi részétől, a Kimberley régiótól az Északi terület középső részén át Queensland állam délkeleti területeiig honos.

## Nevének eredete
Nevét Gilbert Ernest Nicholls, a Nyugat-Ausztráliai Egyetem professzorának tiszteletére kapta, aki több paratípus példányt is biztosított.

## Megjelenése
A nőstény holotípus példány mérete 64 mm. Háti oldala barna vagy olajszürke, hasa sárgásfehér. A fiatal egyedek az átalakulás után, még embrionális farokkal, 12 mm--esek.

## Életmódja
Növényzettel ritkásan benőtt, vízzáró vagy agyagos talajú nyílt területek lakója. Életének jó részét a föld alatt tölti, csak nagy esőzések után jön a talaj felszínére táplálékot keresni és szaporodni, bár száraz időszakban is megfigyelték. Megfigyelték már 1 m-es mélységben is. Heves esőzések után az agyagos talaj által visszatartott pocsolyákban szaporodik. A hímek a vízben lebegve hallatják éneküket. A lerakott peték száma elérheti az ezret is. A peték kocsonyás láncokban, a víz alá merült növényzetre tekerednek. Az ebihalak hamar kikelnek, átalakulásuk mindössze két hetet vesz igénybe.

## Természetvédelmi helyzete
A vörös lista a nem fenyegetett fajok között tartja nyilván. Populációja stabil, csökkenését nem figyelték meg, elterjedési területe nagyobb mint 20 000 km².